# Anisodes tychicus
Anisodes tychicus är en fjärilsart som beskrevs av William Schaus 1912. Anisodes tychicus ingår i släktet Anisodes och familjen mätare. Inga underarter finns listade i Catalogue of Life.